# Agallia linnavuorii
Agallia linnavuorii är en insektsart som beskrevs av Quartau 1971. Agallia linnavuorii ingår i släktet Agallia och familjen dvärgstritar. Inga underarter finns listade i Catalogue of Life.